# Những người quỷ quái
Những người quỷ quái (tiếng Pháp: Les Diaboliques) là phim điện ảnh Pháp, công chiếu năm 1955, do Henri-Georges Clouzot đạo diễn, dựa theo tiểu thuyết Celle qui n'était plus (She Who Was No More) của Pierre Boileau và Thomas Narcejac. Tạp chí Time năm 2007 xếp bộ phim trong số 25 phim rùng rợn đỉnh cao.

## Diễn viên
- Simone Signoret as Nicole Horner
- Véra Clouzot as Christina Delassalle
- Paul Meurisse as Michel Delassalle
- Charles Vanel as Alfred Fichet
- Jean Brochard as Plantiveau
- Pierre Larquey as M. Drain
- Michel Serrault as M. Raymond
- Thérèse Dorny as Mme. Herboux
- Noël Roquevert as M. Herboux
- Georges Poujouly as Soudieu

Năm 1996, một phiên bản mới có sự tham gia của Sharon Stone và Isabelle Adjani.